# 保科李沙
保科 李沙（ほしな りさ、1995年8月2日 - ）は、日本の女性声優。埼玉県出身。旧名義は久保田 梨沙（くぼた りさ）。

## 略歴
マウスプロモーション付属養成所30期生。ゲーム『クロスサマナー』で「久保田 梨沙」としてデビュー。2017年よりマウスプロモーション所属。同期に日野佑美がおり、田中貴子とは同じクラスだった。
2023年7月31日Twitterで直筆のメッセージを掲載し、同日付けで声優業を引退・廃業することを伝えた（理由は非公表）。
2025年3月25日、ウェーブマスターとの業務提携の下、「保科 李沙」として声優活動を再開した。

## 人物
プロフィールでは特技にジャンプを挙げている。ハードルや棒高跳は苦手ではあるものの、立ち幅跳びのように何もない所を飛び越えることが好きであり、小学時代は縄跳びはクラスで一番だったという。
その他の趣味・特技としては卓球、菓子作り、お笑い、リボン集めを挙げていた。
声優になろうと思ったきっかけは平野綾の出演作品が好きだったことから。平野の隣で芝居をしたいと思ったからだという。

## 後任
久保田の廃業により、持ち役を引き継いだ声優は以下の通り。
| 後任       | 役名     | 作品                                         | 後任の初出演   |
| ---------- | -------- | -------------------------------------------- | -------------- |
| 篠原侑     | レヴ     | 『白猫プロジェクト』                         | 2023年8月更新  |
| 篠原侑     | イズネ   | 『白猫プロジェクト』                         | 2023年8月更新  |
| 相川遥花   | マイ     | 『カードファイト!! ヴァンガード will+Dress』 | Season3第7話   |
| 青木陽菜   | 玉名満美 | 『温泉むすめ』                               | 2023年10月以降 |
| 柳原かなこ | カロリン | 『スノウブレイク：禁域降臨』                 | 2023年11月以降 |

## 出演
太字はメインキャラクター。

### テレビアニメ
2016年
- アイカツスターズ!（2016年 - 2018年、御堂マユ、柏崎メイ、桃井こころ、玉川陽鞠、赤坂いちか、スタッフ、歌組、女の子、歌組生徒、子供）
- 灼熱の卓球娘（審判）

2017年
- AKIBA'S TRIP -THE ANIMATION-（メイドA）
- 魔法陣グルグル（妖精A、ピピック）
- このはな綺譚（蓮）
- アニメガタリズ（司会、テニス部員）

2018年
- ポプテピピック（幼女）
- Fate/EXTRA Last Encore（女子生徒）
- 魔法少女サイト（小内りん香）
- アイカツフレンズ!（2018年 - 2019年、ファン） - 2シリーズ
- あかねさす少女（大久保大地）
- メルクストーリア -無気力少年と瓶の中の少女-（チャチャ）
- シルバニアファミリー ミニストーリー（2018年 - 2019年、マシュマロネズミの男の子、くるみリスちゃん 他） - 2シリーズ

2019年
- 同居人はひざ、時々、頭のうえ。（弟②）
- ぼくたちは勉強ができない（女生徒C）
- うちの娘の為ならば、俺はもしかしたら魔王も倒せるかもしれない。（ザビーネ）
- 星合の空（女子生徒）

2020年
- アイカツオンパレード!（桃井こころ）
- かぐや様は告らせたい?〜天才たちの恋愛頭脳戦〜（選挙委員）
- Lapis Re:LiGHTs（ロゼッタ）
- 100万の命の上に俺は立っている（2020年 - 2021年、新堂衣宇） - 2シリーズ
- おちこぼれフルーツタルト（関野ロコ）
- 神達に拾われた男（2020年 - 2023年、カルラ） - 2シリーズ

2021年
- スケートリーディング☆スターズ（子供）
- ひぐらしのなく頃に業（生徒）
- 転生したらスライムだった件 転スラ日記（アキナ）
- カードファイト!! ヴァンガード overDress（2021年 - 2023年、マイ〈初代〉） - 5シリーズ
- 境界戦機（マミの母親）

2022年
- ハコヅメ〜交番女子の逆襲〜（女）
- からかい上手の高木さん3（女性A）

2023年
- お隣の天使様にいつの間にか駄目人間にされていた件（女子生徒）
- あやかしトライアングル（女子）
- 山田くんとLv999の恋をする（女子高生）
- 絆のアリル（鎧バニティ）

### 劇場アニメ
- 劇場版アイカツスターズ!（2016年、桃井こころ）

### Webアニメ
- Planetarian 〜ちいさなほしのゆめ〜（2016年[51]）
- マウスどうぶつえん（2018年 - 2022年、コウテイペンギンのりさ）- 4シリーズ
- マウスどうぶつえん名作劇場（2020年、コウテイペンギンのりさ）

### ゲーム
2015年
- クロスサマナー（茜）
- 三国FANTASY（孫 尚香、甄姫、祝融、呂玲綺、歩錬師）
- シドストーリー（モルガン、フェリペ）

2016年
- アカシックリコード（アイ）
- PSYCHO-PASS サイコパス 選択なき幸福
- 12歳。〜恋するDiary〜（女の子）
- 刻のイシュタリア（退廃の蜘蛛アトラクナクア、初夏の女海賊グレイス）
- 天空のクラフトフリート（セルキー）
- V.D.-Vanishment Day- バニッシュメント・デイ（御坊 悠乃）
- 空と海がふれあう彼方（Q太郎）
- ディフェンスウィッチーズ2（ララ）
- ワンダーオラクル（美帝イスマイル、豪胆のドレーク、仮面のボードゥアンIV）

2017年
- エアリアルレジェンズ（浅間コノハ、アリス、シルヴィア）
- 感染×少女（緋鍵峰しずく）
- クイズRPG 魔法使いと黒猫のウィズ（ナタヤ・ユア、アカネ）
- 城姫クエスト（大多喜城）
- 刻のイシュタリア（発明女王ディキンソン）
- BLUE REFLECTION 幻に舞う少女の剣
- 編隊少女 -フォーメーションガールズ-（エカテリーナ・ポルパノヴァ）
- 放置少女〜百花繚乱の萌姫たち〜（許チョ、周瑜、劉備）
- 天華百剣 -斬-（八丁念仏）
- グラフィティスマッシュ（フラン）
- グランドサマナーズ（ダリア）

2018年
- 装甲娘（ハセガワ カエデ、オワリ カスガ、ムラセ リオル）
- キングスレイド（ソニア）
- 空と海が、ふれあう彼方（Q太郎）
- 光と闇の対決 〜輪廻のFight Song〜（ラビ、ドラ、レイラ）
- オンゲキ（藤沢柚子）

2019年
- アビス・ホライズン（エンタープライズ、時雨、陽炎）
- メイプルストーリー2（ミント、ルーンブレイダー）
- ドールズフロントライン（XM8、M1014）
- AI: ソムニウム ファイル（土居亜麻芽）

2020年
- 白猫プロジェクト（レヴ〈初代〉、イズネ〈初代〉）
- 装甲娘 ミゼレムクライシス（ソルジャー、ショウグン、ナイトメア）
- Re:ステージ!プリズムステップ（藤沢柚子、関野ロコ）
- きららファンタジア（関野ロコ）
- ラストピリオド -終わりなき螺旋の物語-（フィオラ・H・エストリア）

2021年
- 終遠のヴィルシュ -ErroR:salvation-（ナディア・プルースト）
- タイムディフェンダーズ（カイサ）
- フェアリースフィア（ラベンダー）
- ラピスリライツ 〜この世界のアイドルは魔法が使える〜（ロゼッタ）

2022年
- 誓約少女 〜祝砲の元に集いし戦姫たち〜（プリンツ・オイゲン、吹雪、イラストリアス）
- AI: ソムニウム ファイル ニルヴァーナ イニシアチブ（土居亜麻芽）

2023年
- タワーオブスカイ（ノノッコ）
- アークナイツ（ルナカブ）
- スノウブレイク：禁域降臨（カロリン〈初代〉）
- 東方ロストワード【魂魄妖夢(L80),茨木童子の腕(L1),へカーティア・ラピスラズリ(B3),古明地さとり(C3),火焔猫燐(S5)】

### ドラマCD
- 「男子高校生、はじめての」after Disc〜交際中!〜️（2016年、女子生徒）
- Fate/stay night Garden of Avalon - glorious, after image（2016年）
- MAUSU THEATER（2017年）
- くそせん!〜クソな専門学校生の日常〜（2018年、地頭薗香純[70]）

### 吹き替え
- ちいさなプリンセスソフィア  (子供セドリック)

### ラジオ
※はインターネット配信。
- ラジオどっとあい	久保田梨沙の一人はつらいよ（2020年、文化放送 超A&G+※）

### ラジオドラマ
※はWebラジオ番組。
- 40歳独身のエリートサラリーマンが 「不動産投資」のカモにされて大損した件（2017年※、マジョカナ[71]）

### デジタルコミック
- はろー!マイベイビー（2019年、あい〈赤ちゃん〉）
- ラピスリライツ 私たちのPrelude（前奏曲）（2020年、ロゼッタ）

### テレビ番組
※はインターネット配信。
- LiGHTsのお悩み相談室（2020年、YouTube※）

### その他コンテンツ
- マイスロマスコットキャラクター ハム吉[72]
- 温泉むすめ（2017年、玉名満美〈初代〉）

## ディスコグラフィ

### キャラクターソング
| 発売日   | 商品名                                                | 歌 | 楽曲                                                 | 備考                                                          |
| 2017年   | 2017年                                                | 2017年 | 2017年                                               | 2017年                                                        |
| -------- | ----------------------------------------------------- | --- | ---------------------------------------------------- | ------------------------------------------------------------- |
| 12月13日 | 此花亭の四季                                          | 此花亭仲居の会                                                                                                 | 「春ウララ、君ト咲キ誇ル」                           | テレビアニメ『このはな綺譚』エンディングテーマ                |
| 12月13日 | 此花亭の四季                                          | 棗（諏訪彩花）、蓮（久保田梨沙）                                                                               | 「夏咲き恋花火」                                     | テレビアニメ『このはな綺譚』エンディングテーマ                |
| 2018年   |                                                       | |                                                      |                                                               |
| 4月29日  | くそせん！〜クソな専門学校生の日常〜                  | 地頭薗香純（久保田梨沙）                                                                                       | 「canvas」                                           | ドラマCD『くそせん！〜クソな専門学校生の日常〜』主題歌        |
| 10月24日 | ONGEKI Vocal Collection 01                            | ASTERISM | 「STARTLINER」                                       | ゲーム『オンゲキ』メインテーマ                                |
| 10月24日 | ONGEKI Vocal Collection 01                            | 藤沢柚子（久保田梨沙）                                                                                         | 「みんなHappy!!」 「STARTLINER」                     | ゲーム『オンゲキ』関連曲                                      |
| 2019年   |                                                       | |                                                      |                                                               |
| 2月27日  | ONGEKI Sound Collection 01 『Jump!! Jump!! Jump!!』   | 星咲あかり（赤尾ひかる）、藤沢柚子（久保田梨沙）、三角葵（春野杏）、高瀬梨緒（久保ユリカ）、逢坂茜（大空直美） | 「Jump!! Jump!! Jump!!」                             | ゲーム『オンゲキ』関連曲                                      |
| 2月27日  | ONGEKI Sound Collection 01 『Jump!! Jump!! Jump!!』   | 藤沢柚子（久保田梨沙）                                                                                         | 「Jump!! Jump!! Jump!!」                             | ゲーム『オンゲキ』関連曲                                      |
| 4月17日  | 百華繚乱                                              | 津田越前守助廣（松田颯水）、八丁念仏（久保田梨沙）、雷切丸（河瀬茉希）                                         | 「繚乱★はろうぃん」                                  | ゲーム『天華百剣 -斬-』関連曲                                 |
| 10月23日 | ONGEKI Sound Collection 02 最強 the サマータイム!!!!! | ASTERISM | 「Starring Stars」                                   | ゲーム『オンゲキ』関連曲                                      |
| 2020年   |                                                       | |                                                      |                                                               |
| 2月5日   | START the MAGIC HOUR                                  | LiGHTs | 「Your Lights」 「ポラリス」                         | 『ラピスリライツ 〜この世界のアイドルは魔法が使える〜』関連曲 |
| 2月26日  | ONGEKI Vocal Collection 07                            | LEAFシューターズ                                                                                               | 「Heart Cooking Recipe」                             | ゲーム『オンゲキ』関連曲                                      |
| 2月26日  | ONGEKI Vocal Collection 07                            | 藤沢柚子（久保田梨沙）                                                                                         | 「Heart Cooking Recipe」                             | ゲーム『オンゲキ』関連曲                                      |
| 7月8日   | 私たちのSTARTRAIL/プラネタリウム                      | ラピスリライツ・スターズ                                                                                       | 「私たちのSTARTRAIL」                                | テレビアニメ『Lapis Re:LiGHTs』オープニングテーマ             |
| 7月8日   | 私たちのSTARTRAIL/プラネタリウム                      | LiGHTs | 「プラネタリウム」                                   | テレビアニメ『Lapis Re:LiGHTs』エンディングテーマ             |
| 10月28日 | ONGEKI Vocal Party 02                                 | 藤沢柚子（久保田梨沙）、早乙女彩華（中島唯）                                                                   | 「夏色花火」                                         | ゲーム『オンゲキ』関連曲                                      |
| 10月28日 | ONGEKI Vocal Party 02                                 | 藤沢柚子（久保田梨沙）                                                                                         | 「夏色花火」                                         | ゲーム『オンゲキ』関連曲                                      |
| 10月28日 | おちこぼれフルーツタルト メインテーマCD               | フルーツタルト                                                                                                 | 「キボウだらけのEVERYDAY」                           | テレビアニメ『おちこぼれフルーツタルト』オープニングテーマ    |
| 10月28日 | おちこぼれフルーツタルト メインテーマCD               | フルーツタルト                                                                                                 | 「ワンダー！」                                       | テレビアニメ『おちこぼれフルーツタルト』エンディングテーマ    |
| 10月28日 | おちこぼれフルーツタルト メインテーマCD               | フルーツタルト                                                                                                 | 「タルトなキモチ」                                   | テレビアニメ『おちこぼれフルーツタルト』挿入歌                |
| 12月23日 | SKY FULL of MAGIC                                     | LiGHTs | 「700,000,000,000,000,000,000,000の空で」            | テレビアニメ『Lapis Re:LiGHTs』挿入歌                         |
| 12月23日 | SKY FULL of MAGIC                                     | LiGHTs | 「A.R.I.A」 「私の名は、光。」                       | テレビアニメ『Lapis Re:LiGHTs』エンディングテーマ             |
| 12月23日 | SKY FULL of MAGIC                                     | ラピスリライツ・スターズ                                                                                       | 「私の名は、光。」                                   | 『ラピスリライツ 〜この世界のアイドルは魔法が使える〜』関連曲 |
| 2021年   |                                                       | |                                                      |                                                               |
| 1月27日  | おちこぼれフルーツタルト BD・DVD第1巻特典CD           | 関野ロコ（久保田梨沙）、貫井はゆ（白石晴香）、前原仁菜（近藤玲奈）                                             | 「ネズミ戦隊ネズレンジャー」                         | テレビアニメ『おちこぼれフルーツタルト』挿入歌                |
| 1月27日  | おちこぼれフルーツタルト BD・DVD第1巻特典CD           | フルーツタルト                                                                                                 | 「ネズミ戦隊ネズレンジャー」                         | テレビアニメ『おちこぼれフルーツタルト』挿入歌                |
| 1月27日  | おちこぼれフルーツタルト BD・DVD第1巻特典CD           | 関野ロコ（久保田梨沙）                                                                                         | 「ブロ子の歌」                                       | テレビアニメ『おちこぼれフルーツタルト』挿入歌                |
| 2月24日  | おちこぼれフルーツタルト BD・DVD第2巻特典CD           | フルーツタルト                                                                                                 | 「タルトなキモチ」                                   | テレビアニメ『おちこぼれフルーツタルト』挿入歌                |
| 2月24日  | ONGEKI Vocal Party 03                                 | ASTERISM | 「絆はずっとGrowing Up!!!」                          | ゲーム『オンゲキ』関連曲                                      |
| 2月24日  | ONGEKI Vocal Party 03                                 | 藤沢柚子（久保田梨沙）                                                                                         | 「絆はずっとGrowing Up!!!」                          | ゲーム『オンゲキ』関連曲                                      |
| 3月24日  | おちこぼれフルーツタルト BD・DVD第3巻特典CD           | フルーツタルト                                                                                                 | 「目指せ！カレーNo.1!」                              | テレビアニメ『おちこぼれフルーツタルト』挿入歌                |
| 3月24日  | おちこぼれフルーツタルト BD・DVD第3巻特典CD           | フルーツタルト、クリームあんみつ                                                                               | 「青春の終焉と少女の翼」                             | テレビアニメ『おちこぼれフルーツタルト』挿入歌                |
| 4月28日  | ONGEKI Vocal Party 04                                 | 藤沢柚子（久保田梨沙）                                                                                         | 「ウキウキ☆Candy!」                                  | ゲーム『オンゲキ』関連曲                                      |
| 2022年   |                                                       | |                                                      |                                                               |
| 2月23日  | Sound of the Bell/SUGAR×LEMONADE                      | LiGHTs | 「Sound of the Bell」                                | 『ラピスリライツ 〜この世界のアイドルは魔法が使える〜』関連曲 |
| 2月23日  | Sound of the Bell/SUGAR×LEMONADE LiGHTs盤             | LiGHTs | 「Your Lights（かめりあ's "Lapis Re:DENPA" Remix）」 | 『ラピスリライツ 〜この世界のアイドルは魔法が使える〜』関連曲 |

### その他参加楽曲
| 発売日        | 商品名                | 歌         | 楽曲             | 備考 |
| ------------- | --------------------- | ---------- | ---------------- | ---- |
| 2018年3月31日 | MAUSU THEATER Vol.020 | 久保田梨沙 | 「反転カラフル」 |      |

### シリーズ一覧
1. ↑  第1期（2018年 - 2019年）、第2期『〜かがやきのジュエル〜』（2019年）
2. ↑  Season2『アイビー』（2018年）、Season3『クローバー』（2019年）
3. ↑  第1シーズン（2020年）、第2シーズン（2021年）
4. ↑  第1期（2020年）、第2期『2』（2023年）
5. ↑  Season1（2021年）、Season2（2021年）、続編『will+Dress』Season1（2022年）、続編『will+Dress』Season2（2023年）、続編『will+Dress』Season3（2023年）

### ユニットメンバー
1. ↑  柚（大野柚布子）、皐（秦佐和子）、棗（諏訪彩花）、蓮（久保田梨沙）、櫻（加隈亜衣）、桐（沼倉愛美）
2. 1 2 3  星咲あかり（赤尾ひかる）、藤沢柚子（久保田梨沙）、三角葵（春野杏）
3. 1 2 3 4  ティアラ（安齋由香里）、ロゼッタ（久保田梨沙）、ラヴィ（向井莉生）、アシュレイ（佐伯伊織）、リネット（山本瑞稀）
4. ↑  藤沢柚子（久保田梨沙）、井之原小星（もものはるな）、九條楓（佳村はるか）
5. 1 2  ティアラ（安齋由香里）、ロゼッタ（久保田梨沙）、ラヴィ（向井莉生）、アシュレイ（佐伯伊織）、リネット（山本瑞稀）、アンジェリカ（雨宮夕夏）、ルキフェル（松田利冴）、ナデシコ（本泉莉奈）、ツバキ（鈴木亜理沙）、カエデ（大野柚布子）、ラトゥーラ（早瀬雪未）、シャンペ（広瀬世華）、メアリーベリー（赤尾ひかる）、エミリア（星乃葉月）、あるふぁ（嶺内ともみ）、サルサ（篠原侑）、ガーネット（中山瑶子）、ユエ（桜木夕）、ミルフィーユ（奥紗瑛子）、フィオナ（伊藤はるか）
6. 1 2 3  桜衣乃（新田ひより）、関野ロコ（久保田梨沙）、貫井はゆ（白石晴香）、前原仁菜（近藤玲奈）、緑へも（守屋亨香）
7. 1 2  桜衣乃（新田ひより）、関野ロコ（久保田梨沙）、貫井はゆ（白石晴香）、前原仁菜（近藤玲奈）
8. ↑  関野チコ（佐倉薫）、中町ぬあ（篠原侑）、中町るあ（田中貴子）